# Matías Benítez
Fernando Matías Benítez (Rosario, Argentina; 13 de noviembre de 2000) es un futbolista argentino. Juega de delantero.

## Trayectoria
Benítez entró a las inferiores de River Plate en 2015 proveniente del Club Renato Cesarini de su natal Rosario. Firmó su primer contrato con el club en febrero de 2021.
El 2 de abril de 2021, el rosarino fue cedido al Atlanta United 2 de la USL Championship estadounidense. Debutó profesionalmente el 16 de mayo ante el OKC Energy.
En febrero de 2022, fue cedido a San Martín de San Juan de la Primera B Nacional por toda la temporada. Disputó 7 encuentros.
De cara a la temporada 2023, Benítez fichó en el Racing Club de Montevideo junto a su compañero de equipo Franco Paredes.

## Estadísticas
Actualizado al último partido disputado el 16 de diciembre de 2024.
| Atlanta United II Estados Unidos | 2.ª           | 2021          | 22 | 2 | — | — | — | — | 22 | 2 |
| Atlanta United II Estados Unidos | Total club    | Total club    | 22 | 2 | 0 | 0 | 0 | 0 | 22 | 2 |
| San Martín (SJ) Argentina | 2.ª           | 2022          | 7  | 0 | — | — | — | — | 7  | 0 |
| San Martín (SJ) Argentina | Total club    | Total club    | 7  | 0 | 0 | 0 | 0 | 0 | 7  | 0 |
| Racing · Uruguay | 1.ª           | 2023          | 15 | 0 | — | — | — | — | 15 | 0 |
| Racing · Uruguay | Total club    | Total club    | 15 | 0 | 0 | 0 | 0 | 0 | 15 | 0 |
| Arsenal Argentina | 2.ª           | 2024          | 15 | 0 | — | — | — | — | 15 | 0 |
| Arsenal Argentina | Total club    | Total club    | 15 | 0 | 0 | 0 | 0 | 0 | 15 | 0 |
| Central Córdoba (SdE) Argentina | 1.ª           | 2024          | 15 | 1 | 2 | 0 | — | — | 17 | 1 |
| Central Córdoba (SdE) Argentina | Total club    | Total club    | 16 | 1 | 2 | 0 | 0 | 0 | 18 | 1 |
| Total carrera | Total carrera | Total carrera | 75 | 3 | 2 | 0 | 0 | 0 | 77 | 3 |
| (1) Las copas nacionales se refiere a la Copa Argentina y la Copa de la Liga Profesional. (2) Las copas internacionales se refiere a la Copa Libertadores y a la Copa Sudamericana. |               |               |    |   |   |   |   |   |    |   |

## Palmarés

### Títulos nacionales
| Título         | Equipo                | Sede     | Año  |
| -------------- | --------------------- | -------- | ---- |
| Copa Argentina | Central Córdoba (SdE) | Santa Fe | 2024 |